# Trening sztabowy
Trening sztabowy – forma ćwiczeń wykorzystywana w szkoleniu dowództw i sztabów wszystkich szczebli dowodzenia od batalionu wzwyż. 
Jego celem jest doskonalenie umiejętności indywidualnych oficerów w zakresie wykonywania obowiązków na etatowych stanowiskach, zgrywanie wszystkich osób funkcyjnych tworzących sztab, poszczególne jego zespoły, sekcje, grupy na rzecz wypracowania danych i wariantów działania niezbędnych do podjęcia decyzji przez dowódcę. 
Jego rola polega na doskonaleniu  oficerów różnych specjalności w indywidualnym i we „wspólnym" zbieraniu, studiowaniu, analizowaniu danych i sytuacji w celu wypracowania zamiaru najbardziej pożądanego modelu przeprowadzenia działań opracowania określonych dokumentów, zarządzeń, rozkazów i planów działań

## Charakterystyka treningu sztabowego
- Celem treningów sztabowych jest doskonalenie praktycznych umiejętności indywidualnych oficerów w zakresie wykonywania obowiązków na etatowych stanowiskach, a nade wszystko zgrywanie (współdziałanie) wszystkich osób funkcyjnych sztabu, poszczególnych zespołów i sekcji na rzecz wypracowania danych (kalkulacji) i wariantów działania niezbędnych do podjęcia decyzji przez dowódcę[3][4].

- Istotą treningów sztabowych jest to, że szkoleni (oficerowie dowództw i sztabów) pod kierownictwem dowódcy (zastępcy lub innego wyznaczonego oficera), na tle określonej sytuacji operacyjnej lub taktycznej wykonują (trenują) określone czynności (zadania) zgodnie z procedurami obowiązującymi na zajmowanych stanowiskach służbowych na rzecz racjonalnego wykonania zadań stojących przed zespołem, sekcją, aż do osiągnięcia określonego (pożądanego) stopnia ich opanowania[5].

- Treścią treningów sztabowych jest: zbieranie, studiowanie i analizowanie danych do decyzji dowódcy, dokonywanie kalkulacji operacyjnych (taktycznych) i wariantowanie sposobów użycia wojsk, opracowanie dokumentów planistyczno-mobilizacyjnych, wykonywanie operacyjnych (taktycznych) zadań sztabowych w terenie w zakresie organizowania dowodzenia, synchronizacji działań oraz bojowego i logistycznego zabezpieczenia działań, a także doskonalenie umiejętności w posługiwaniu się technicznymi środkami dowodzenia i łączności[6].

- Przebieg: treningi sztabowe mogą rozpoczynać się w różny sposób, w zależności od tematu, przyjętych celów szkoleniowych oraz czasu wydzielonego na ich przeprowadzenie.

W treningach sztabowych można organizować grupy (zespoły) podgrywające w trakcie realizacji ich na mobilnych i stacjonarnych SD (działalność sekcji/zespołu dowodzenia, sprawdzenie ochrony SD, itp.).

## Prowadzenie treningu sztabowego
Treningi sztabowe prowadzone są z zasady w pomieszczeniach stałych, w miejscu stałej dyslokacji. Ćwiczący przebywają w swoich pokojach pracy lub w innych miejscach do tego przystosowanych. Mogą też być prowadzone w terenie na rozwiniętym stanowisku dowodzenia. W teren ćwiczący powinni wychodzić z całością lub częścią etatowych środków łączności i transportu. Trening sztabowy z zasady prowadzi się w godzinach służbowych jako ćwiczenie jednoszczeblowe i jednostronne. 
Treningi mogą rozpocząć się od sprawdzenia rozmieszczenia i urządzenia stanowiska dowodzenia (miejsca pracy w ośrodku dowodzenia) i znajomości sytuacji i otrzymanego zadania, wzorów dokumentów bojowych oraz określonych zagadnień teoretycznych.
Treningi sztabowe powinny być poprzedzone cyklem wykładów na związany z nimi temat. Sposób prowadzenia treningów sztabowych zależy przede wszystkim od ich tematyki i założonych celów szkoleniowych. Dowódca ćwiczącego szczebla może występować w roli kierownika treningu i jednocześnie ćwiczącego dowódcy tego szczebla lub tylko kierownika treningu sztabowego. W drugim wypadku na ćwiczącego dowódcę można wyznaczyć jednego z etatowych zastępców. 
Treningi sztabowe powinien poprzedzać okres przygotowawczy, który należy wykorzystać na szkolenie teoretyczne oraz urządzenie miejsc pracy. Trening należy rozpoczynać wręczeniem ćwiczącym sytuacji (założenia) na pierwszy dzień ćwiczenia z mapą położenia wojsk. Jeżeli dowódca występuje w roli kierownika treningu sztabowego i jednocześnie ćwiczącego dowódcy, wskazane jest, aby wraz z sytuacją, ćwiczący otrzymali zarządzenie operacyjne dowódcy  oraz wytyczne do pracy sztabu.
W tym wypadku trening sztabowy powinien obejmować: wysłuchanie meldunków propozycji do decyzji dowódcy, ogłoszenie decyzji, przygotowanie pozostałych czynności i dokumentów według wytycznych kierownika treningu.
Gdy dowódca występuje tylko w roli kierownika treningu sztabowego, trening należy rozpoczynać wręczeniem ćwiczącemu dowódcy dyrektywy (rozkazu, zarządzenia).
Trening powinien wówczas obejmować pracę ćwiczącego dowódcy nad otrzymanym zadaniem, w tym analizę zadania, ocenę sytuacji, itd. Sprawdzanie pracy sztabu oraz dokumentów powinno odbywać się w miejscach pracy ćwiczących.
Podczas treningów sztabowych prowadzonych w miejscu stałej dyslokacji ćwiczący mogą przebywać w swoich pokojach pracy lub w innych miejscach przystosowanych do pracy.
W teren ćwiczący sztab powinien wychodzić z etatowymi środkami łączności i transportu (lub z ich częścią).
Prowadząc trening sztabowy należy dążyć do tego aby, występujący w roli dowódcy kierownik treningu, oraz szkoleni oficerowie wykonywali wszystkie czynności w kolejności i w warunkach odpowiadających rzeczywistym.